# Diomea fenella
Diomea fenella là một loài bướm đêm trong họ Erebidae.